# Hanmora

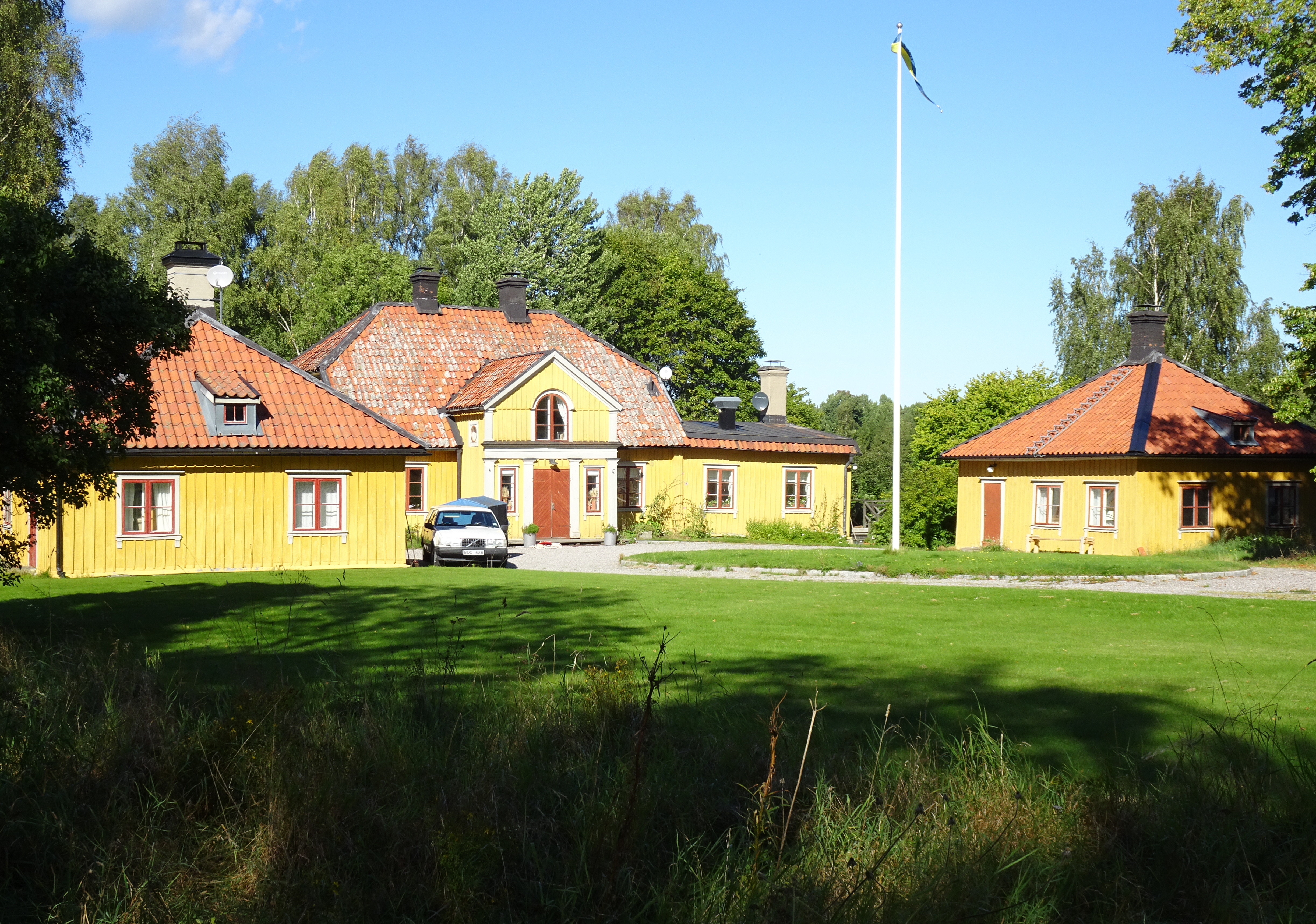
Hanmora gård, 2016.

Hanmora gård är en äldre herrgård och en mindre ort, belägen på västra Adelsön, Ekerö kommun.

## Historik och bebyggelsen

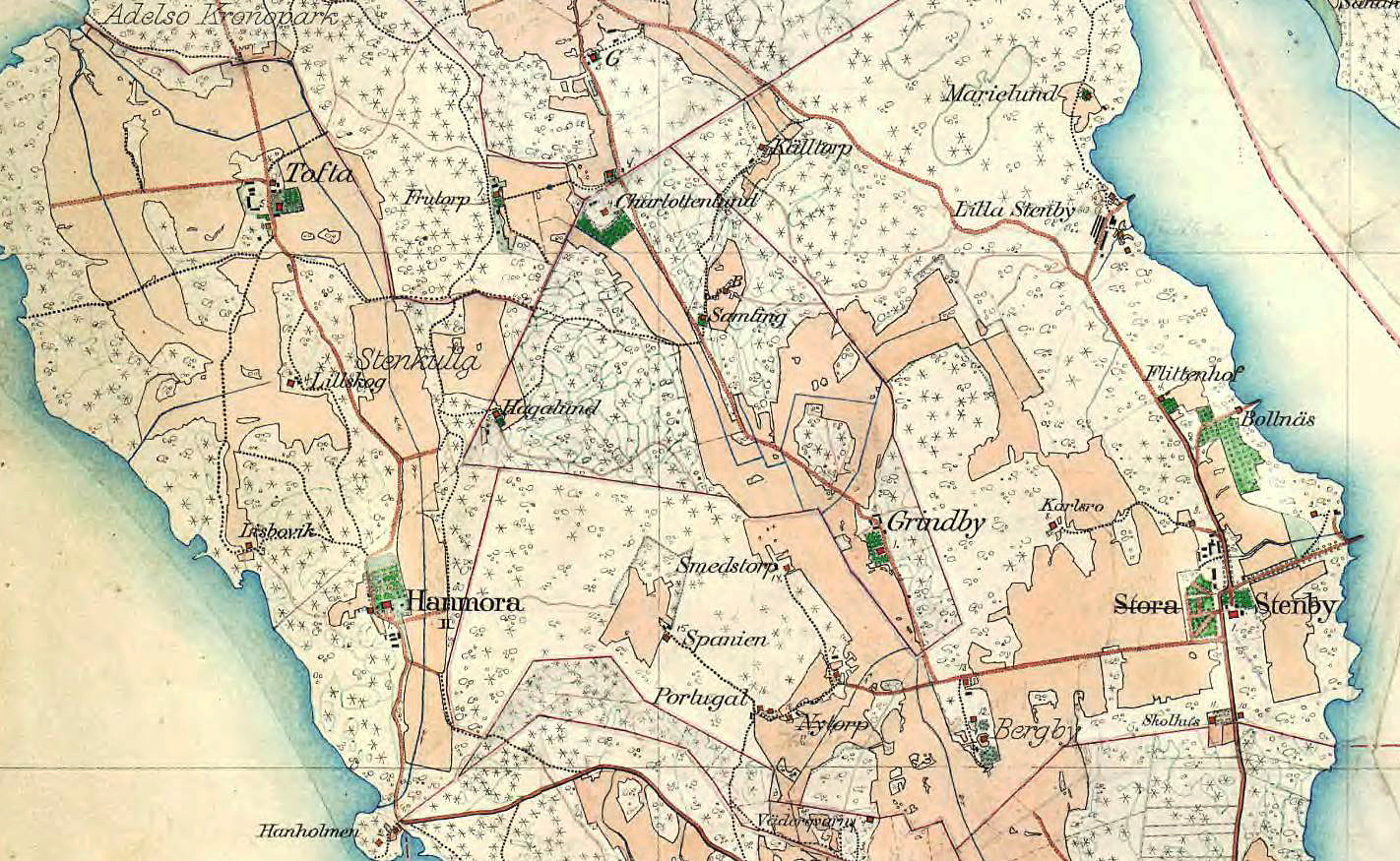
Hanmora på Häradsekonomiska kartan.

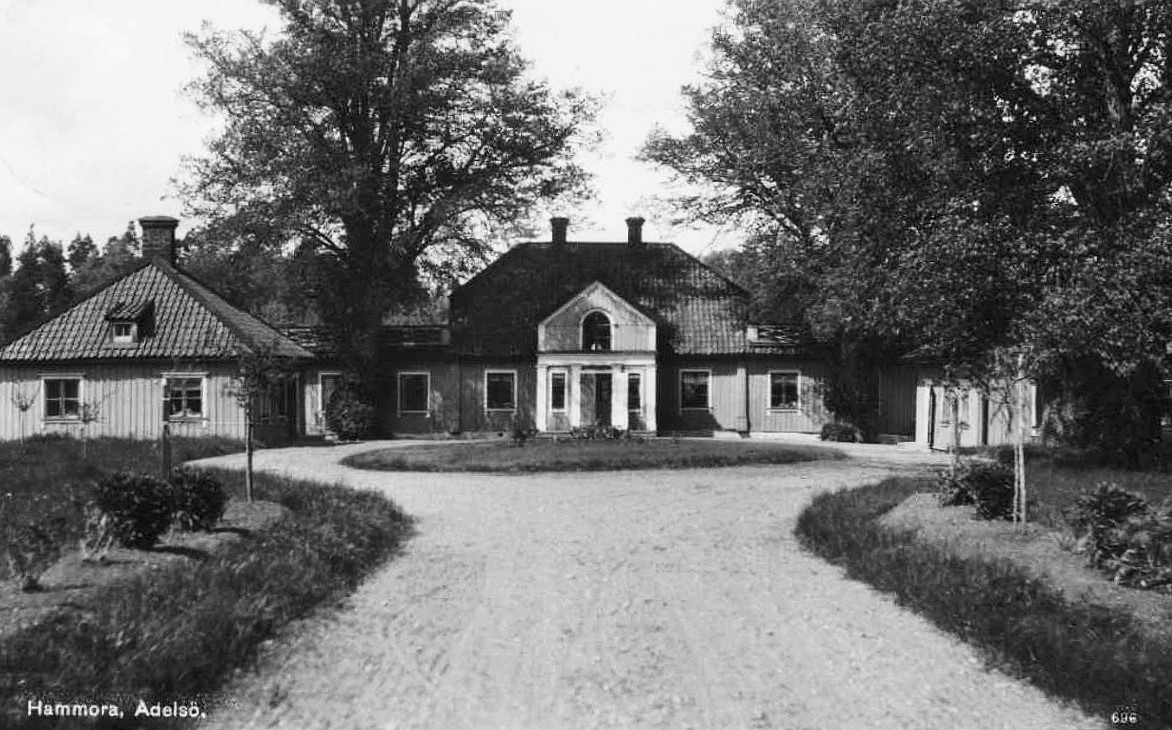
Hanmora gård, 1943.

Vid Hanmora finns inga kända fornlämningar. Det äldsta kända skriftliga källan är från början av 1500-talet där en iouan matisson j hammoræ omtalas. Hanmora var ursprungligen ett torp under Tofta. På 1600-talet fick gården sätesfrihet. År 1803 förvärvades Hanmora av sjökaptenen Gustaf af Klint som sju år senare även köpte den norr om Hanmora belägna egendomen Tofta. Båda gårdar sambrukades därefter genom af Klint och dennes ättlingar ända in på slutet av 1900-talet.
Hanmoras huvudbyggnad med sina två friliggande flyglar ligger öster om den gamla landsvägen (nuvarande Adelsö ringväg). Det är en mindre anläggning i karolinsk stil med anor ner i tidigt 1700-tal. I slutet av 1700-talet eller i början av 1800-talet ombyggdes den till sitt nuvarande utseende. Då fick huvudbyggnaden två lägre pocher och två fristående flyglar. Enligt en äldre målning från 1800-talet låg två rödmålade och knuttimrade stugor framför flyglarna och bildade ytterligare ett flygelpar. Förutom ett falurött magasin i två våningar är samtliga ekonomibyggnader rivna.
Till gården hör även en välbevarad timmerbyggnad som på 1850-talet fungerade som trädgårdsmästarbostad. Huset har en sexdelad plan och kompletterades i slutet av 1800-talet med en förstukvist i schweizerstil. Ytterligare en byggnad var kuskbostad. Även den är gott skick och uppförd som enkelstuga.

## Gårdens vidare öden

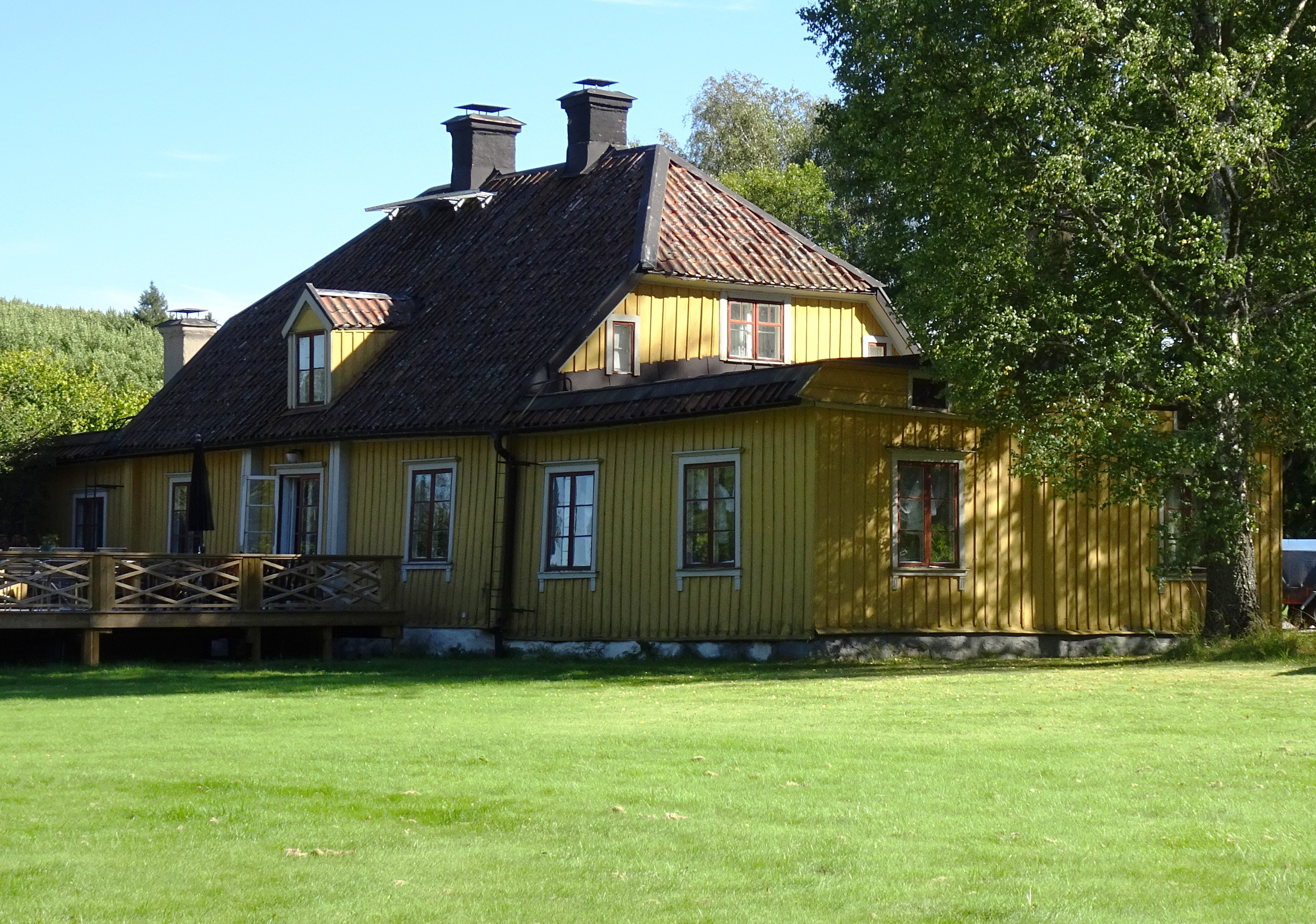
Hanmora gård, fasad mot norr.

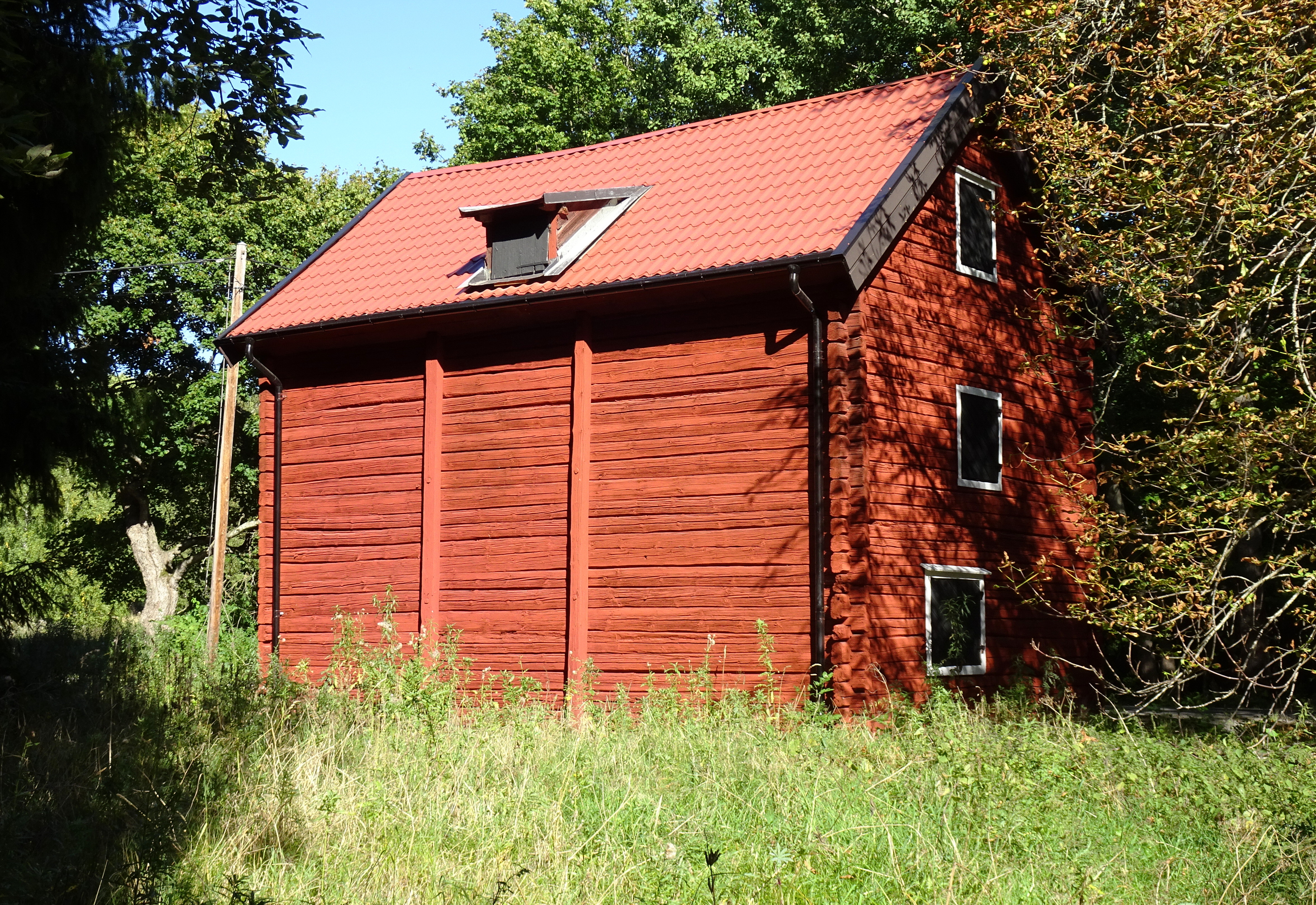
Magasinsbyggnaden.

Hanmora gård "upptäcktes" av stiftsadjunkten Håkan Zetterquist som var ute på jakt efter lämpliga lägergårdar. Hanmora gård stod då under 1970-talets första år tomt och kontakt togs med fastighetsägaren Stockholms stads fastighetskontor, egendomsbyrån. Detta resulterade i att Kyrkans Ungdom i Stockholms stift (KUSS) under 1970- och 80-talet arrenderade gården för ungdomslägerverksamhet.
Senare bildades en stiftelse med Ekerö församling som stor intressent och som bland annat bekostade den separata dusch- och toalettbyggnaden. Stockholms stad sålde under 1980-talets slut fastigheten till Ekerö församling som i sin tur, på 1990-talet, avyttrade gården. Gården nyttjas idag som privat fritidsbostad.